# Fuentelsaz
Fuentelsaz – gmina w Hiszpanii, w prowincji Guadalajara, w Kastylii-La Mancha, o powierzchni 40,36 km². W 2011 roku gmina liczyła 109 mieszkańców.